# Asarum wulingense
Asarum wulingense är en piprankeväxtart som beskrevs av Chou Fen g Liang. Asarum wulingense ingår i släktet hasselörter, och familjen piprankeväxter. Inga underarter finns listade i Catalogue of Life.